# オオカミ少女と黒王子
『オオカミ少女と黒王子』（オオカミしょうじょとくろおうじ）は、八田鮎子による日本の漫画作品。『別冊マーガレット』（集英社）2011年7月号から2016年6月号まで連載された。単行本6巻と10巻では通常版とドラマCD同梱版の、12巻では通常版とOAD同梱版の2種類が発売された。
2014年4月にテレビアニメ化が発表され、同年10月から12月まで放送された。2016年5月28日、実写版映画が公開された。
2015年、第39回講談社漫画賞少女部門にノミネートされる。2019年4月時点累計発行部数は550万部を突破している。

## あらすじ
高校1年の篠原エリカは、友達相手に話を合わせるために彼氏との恋愛話を語るが、本当は彼氏どころか恋愛経験そのものがない。友達に怪しまれ始めて嘘も限界になってきたとき、街で見かけたイケメンを盗撮して自分の彼氏として写真を見せることでその場をしのごうとする。だが、なんとその彼は同じ学校に通う佐田恭也だった。事情を打ち明け彼氏のフリをしてもらうことを承諾してもらったが、恭也は優しげな見た目とは正反対の腹黒ドS男子だった。エリカは恭也から犬扱いを受けるなどのトラブルに見舞われるが、二人は次第に本当の恋人として交流するようになる。

## 登場人物

### 主要人物
※ 声はテレビアニメの声優、演は映画版キャスト。
篠原 エリカ（しのはら エリカ）
声 - 伊藤かな恵 / 演 - 二階堂ふみ
主人公。通称：オオカミ少女。誕生日：6月23日。本気の恋をしたことがなく恋愛経験が全くない。当然処女。友達グループの話題についていくために架空の彼氏との恋愛話を続けてきたが、嘘がバレそうになったため街で見かけた恭也を盗撮して彼氏だと紹介してしまう。ところが偶然にも同じ学校だったことから2人の偽装カップルが始まった。
上述の通り見栄っ張りだが、単純で騙されやすく、初期の恭也に何度も遊ばれたり木村に騙されたりした。その一方で根性があり、怜香に啖呵を切るなど度胸のよい面もある。
鈍いところもあるため、恭也をやきもきさせることもある。高校を卒業して9年後には恭也と結婚し、結奈を儲ける。
佐田 恭也（さた きょうや）
声 - 櫻井孝宏 、早水リサ（幼少時代）/ 演 - 山﨑賢人
通称：黒王子。学校で「王子」と騒がれるほどの美形であり、運動万能で頭も良いため、女子から絶大な人気がある。普段は人当たりの良い笑顔でやり過ごしているが、本性は腹黒くドS。本当の性格を見せているのはエリカ、三田、健、神谷、手塚、マリン、日下部のみ。家族構成は父・母・姉の4人家族で、両親は別居中（離婚はしていない）。自身は父と住んでいるが、父親は出張が多いため実質一人暮らし。母と姉は神戸で暮らしている。休日はだらけている。
エリカから突如嘘の彼氏役を頼まれたことがきっかけで、彼女を犬扱いして弄んで楽しんでいる。両親の別居が原因で恋愛不信となってしまい、現在のような性格になった。エリカから嘘の彼氏を承諾した理由も暇潰しのためだったが、次第に本気で惹かれて晴れて本当のカップルになった。愛情表現は不器用で素直になれないところもあるが、根は優しい。また、エリカと付き合うようになってからは、やや過保護な面もある。エリカと関わるまでは健以外まともな友達がいなかったが、今では三田や神谷、日下部たちと良い友人関係を保つようになった。
高校を卒業して9年後にはエリカと結婚し、結奈を儲ける。

### エリカを取り巻く人々
三田 亜由美（さんだ あゆみ）
声 - 茅野愛衣 / 演 - 門脇麦
エリカの親友。愛称：さんちゃん。エリカとは中学3年生の時に出会った。弟が2人いる。細かい配慮ができたり校外学習の班のリーダーを務めたりと、クールでしっかりした性格。帰宅部だが、バイトに励んでいる。
実写版では、エリカとは別の学校に通っており、エリカのことを心配していた。
日比谷 健（ひびや たける）
声 - 細谷佳正 / 演 - 横浜流星
恭也の中学時代の友達。現在は、男子校に通っている。ハーフアップのような髪型をしている。外交的で熱血漢。親や友達など周りの人を大切に思う性格で、初対面の時のエリカの頼みにも親身に全力でこたえたり、自宅のカフェの経営が苦しい時はどうすればいいか悩んでいた。ノホホンとしているようでたまにズバッと真理をつく。
神谷 望（かみや のぞみ）
声 - 松岡禎丞 / 演 - 鈴木伸之
高校2年のクラス替えで、エリカ、恭也、三田らと同じクラスになる。校内で恭也と双璧を成すほどの美少年だが、プレイボーイで彼女は作らない主義。自分と同じ人種だと思っている恭也がエリカと付き合っていることに納得がいかず、色々な手を使って恭也を女遊びの世界に引き入れようとしたが、逆に己の虚しさを気づかされる形で一連の騒動は終わった。その後は恭也にべったりで、一部の女子からあらぬ噂をたてられてエリカには怒られ、三田には気持ち悪がられている。
立花 マリン（たちばな マリン）
声 - 伊瀬茉莉也 / 演 - 玉城ティナ
エリカのクラスメイトで友人。明朗快活だが、ノリが良すぎるところがある。お菓子が大好物で、教室でも食べている。アツムという彼氏がおり、彼からはマリリンと呼ばれている。海のデートで起こったある事件で彼氏と別れそうになるも、それを乗り越えてより仲が深まった。
手塚 愛姫（てづか あき）
声 - 小松未可子 / 演 - 池田エライザ
エリカのクラスメイトで友人。年上の彼氏である肇に合わせるため、大人の女性を目指している。彼氏とのデートは外車でドライブや赤坂のホテルで夜景ディナー・沖縄旅行などなど女子高生にしてはリッチであり、そのためかバイトに励んでいる様子。バレンタインにはゴデバのチョコレートをあげた。恭也曰く「マリンと合わせてビッチコンビ」。
日下部 憂（くさかべ ゆう）
声 - 村瀬歩 / 演 - 吉沢亮
エリカの1年次のクラスメイト。ネガティブでいつも下を向いているような性格だったが、エリカと仲良くなってから少しずつながらも自分に自信をつけていく。エリカに惹かれ告白するが振られてしまい、それがきっかけでエリカと恭也が本当のカップルとして付き合うことになる。2人がうまくいった時は笑って祝福するなど、人の喜びを一緒に祝える善人。また、恭也に啖呵を切るなどいざとなったら肝の据わった面もある。2年次の文化祭で同じクラスの枝野と付き合うことになった。

### 佐田家
佐田 怜香（さた れいか）
声 - 中原麻衣 / 演 - 菜々緒
恭也の姉。美人だが恭也以上のドSで、ナンパしてきた男を蔑んだり、過去には言うことを聞かなかった恭也の服を切り刻んだりしている。無類の甘党で大食漢。母と一緒に神戸で暮らしており、エリカたちが高校2年の夏に東京に出てきた時に初めてエリカと会った。恭也のことを初めは馬鹿にしていたが、エリカと出会ってからの弟の成長を認め、エリカに感謝している。
佐田 瞳（さた ひとみ）
声 - 久川綾
恭也と怜香の母。普段は温厚だが、酔うとハイテンションになる。息子が恋愛不信になったのは自分のせいだと思っていた。

### その他
深見 レナ（ふかみ レナ）
エリカの従妹。エリカの依頼で恭也に家庭教師をしてもらうことになったが、最初は恭也のことを嫌っており、家庭教師の日も仮病を使って休むなどしていた。だが、彼氏から道端で迫られているところを偶然通りかかった恭也に助けられ、だんだん恭也に惹かれていく。恭也を好きだと自覚した時はエリカに宣言するなど、エリカに似た思い切った面がある。
木村 良人（きむら よしと）
声 - 島﨑信長
エリカ・恭也らの同級生。1年次、7組在籍で、「7組の木村」と呼ばれていた。恭也のファンに絡まれていたエリカを助けた。実は当時の恋人が恭也を好きになったために振られたことから、恭也に仕返ししようとエリカに近付いたが、失敗に終わる。
村井 肇（むらい はじめ）
愛姫の彼氏。彼女より年上。
佐田 結奈（さた ゆいな）
エリカと恭也の娘。終盤にて登場。

## 書誌情報

### 漫画
- 八田鮎子 『オオカミ少女と黒王子』 集英社 〈マーガレットコミックス〉、全16巻
  1. 2011年10月25日発売[集 2]、ISBN 978-4-08-846715-3
  2. 2012年1月25日発売[集 3]、ISBN 978-4-08-846742-9
  3. 2012年4月25日発売[集 4]、ISBN 978-4-08-846768-9
  4. 2012年8月24日発売[集 5]、ISBN 978-4-08-846819-8
  5. 2012年12月25日発売[集 6]、ISBN 978-4-08-846870-9
  6. 2013年5月24日発売[集 7]、ISBN 978-4-08-845046-9
    - ドラマCD同梱版、ISBN 978-4-08-908183-9

  7. 2013年9月25日発売[集 8]、ISBN 978-4-08-845101-5
  8. 2013年12月25日発売[集 9]、ISBN 978-4-08-845145-9
  9. 2014年4月11日発売[集 10]、ISBN 978-4-08-845190-9
  10. 2014年9月25日発売[集 11]、ISBN 978-4-08-845266-1
    - ドラマCD同梱版[集 1]、ISBN 978-4-08-908228-7

  11. 2014年11月25日発売[集 12]、ISBN 978-4-08-845301-9
  12. 2015年4月24日発売[集 13]、ISBN 978-4-08-845381-1
    - OAD同梱版[4]、ISBN 978-4-08-908237-9

  13. 2015年8月25日発売[集 14]、ISBN 978-4-08-845431-3
  14. 2015年11月25日発売[集 15]、ISBN 978-4-08-845483-2
  15. 2016年4月25日発売[集 16]、ISBN 978-4-08-845540-2
  16. 2016年5月25日発売[集 17]、ISBN 978-4-08-845577-8
- 八田鮎子 『オオカミ少女と黒王子 映画化スペシャル』 集英社 〈Shueisha girls remix〉、全1巻
  1. 2016年5月20日発売、ISBN 978-4-08-113804-3

### 小説
- 原作：八田鮎子、著者：ココロ直 『オオカミ少女と黒王子』 集英社 〈コバルト文庫〉、全1巻
  1. 2013年6月1日発売[集 18]、ISBN 978-4-08-601734-3
- 原作：八田鮎子、脚本：まなべゆきこ、著者：きりしま志帆 『映画ノベライズ オオカミ少女と黒王子』 〈集英社オレンジ文庫〉、全1巻
  1. 2016年4月20日発売[集 19]、ISBN 978-4-08-680078-5
- 原作：八田鮎子、脚本：まなべゆきこ、著者：松田朱夏 『オオカミ少女と黒王子 映画ノベライズ みらい文庫版』 〈集英社みらい文庫〉、全1巻
  1. 2016年4月22日発売[集 20]、ISBN 978-4-08-321314-4

### その他
- オオカミ少女と黒王子 番外編（『別冊マーガレット』2016年6月号[2][3]、『ばいばいリバティー』1巻に収録。）

## テレビアニメ
2014年10月より12月まで放送された。一部の放送局やインターネットサイトでは第十二話翌週に「総集編」が編成された。

### スタッフ
- 原作 - 八田鮎子（集英社マーガレットコミックス刊）
- 監督 - カサヰケンイチ
- シリーズ構成 - 平林佐和子
- キャラクターデザイン - 藤岡真紀
- 衣装・プロップデザイン - 大森理恵
- 総作画監督 - 藤岡真紀、安田京弘
- 美術設定 - 松本吉勝
- 美術監督 - 飯島寿治
- 色彩設計 - 川上善美
- 撮影監督 - 加藤伸也
- 編集 - 近藤勇二
- 音響監督 - 本山哲
- 音楽 - 坂部剛
- 音楽プロデューサー - 渡辺一博、近藤貴郎
- プロデューサー - 奈良駿介、興野裕之、菊川雄士、北田修一、木村文彦、小俣明徳
- 制作プロデューサー - 漆山淳
- アニメーション制作 - TYOアニメーションズ
- 製作 - 「オオカミ少女と黒王子」製作委員会（集英社・読売テレビ・バップ・TYOアニメーションズ・読売テレビエンタープライズ）

### 主題歌
「LOVE GOOD TIME」
歌 - SpecialThanksによるオープニングテーマ。作詞・作曲はMisaki。
「オオカミハート」
ORESAMAによるエンディングテーマ。作詞はぽん、作曲は小島英也。

### 各話リスト
| 話数     | サブタイトル              | 脚本       | 絵コンテ       | 演出            | 作画監督 |
| -------- | ------------------------- | ---------- | -------------- | --------------- | --- |
| 第一話   | 自縄自縛 -Liar-           | 平林佐和子 | カサヰケンイチ | 筑紫大介        | 大森理恵、Park Gi-duck |
| 第二話   | 軽挙妄動 -First love-     | 香村純子   | 於地紘仁       | 川西泰二        | 渡辺まゆみ、大川美穂子 今野幸一、吉田肇                                                                                   |
| 第三話   | 急転直下 -Fall in-        | 平林佐和子 | 中山岳洋       | 駒屋健一郎      | 古賀誠、小野ひろみ、斉藤良成 相坂ナオキ、坪田慎太郎                                                                       |
| 第四話   | 日々悶々 -Love attack-    | 平林佐和子 | 片貝慎         | 片貝慎          | 野田智弘、Park Gi-duck |
| 第五話   | 難攻不落 -Christmas eve-  | 関根アユミ | きみやしげる   | きみやしげる    | 川口弘明、菅野直之 |
| 第六話   | 臨戦態勢 -Valentine day-  | 香村純子   | 佐山聖子       | 藤本義孝        | 渡辺まゆみ、萩原しょう子、吉田肇                                                                                          |
| 第七話   | 落花流水 -White day-      | 平林佐和子 | 筑紫大介       | 佐々木純人      | 野田智弘、Seo Sun-yeong                                                                                                   |
| 第八話   | 二律背反 -Spring storm-   | 香村純子   | 岩崎光洋       | 宮澤良太        | Park Hye-ran、Hong Seok-pyo Park Gi-duck、Lee Bu-hui                                                                      |
| 第九話   | 手練手管 -Wake up-        | 香村純子   | 片貝慎         | 片貝慎          | 手島典子、野田智弘 |
| 第十話   | 掉棒打星 -Happy birthday- | 関根アユミ | 杉島邦久       | 川西泰二        | 野田智弘、川口弘明 Swo Sun-young、大森理恵                                                                                |
| 第十一話 | 一触即発 -Judgement-      | 平林佐和子 | 佐山聖子       | 佐々木純人      | 渡辺まゆみ、萩原しょう子、野田智弘 大森理恵、荒木弥緒                                                                     |
| 第十二話 | 愛及屋烏 -I love you-     | 平林佐和子 | 平牧大輔       | 片貝慎 有江勇樹 | 藤岡真紀、安田京弘、手島典子 野田智弘、渡辺まゆみ、萩原しょう子 吉田肇、大森理恵、Seo Sun-yeong Lee Seok-in、Park Hye-ran |

### 放送局
| 放送期間                 | 放送時間                     | 放送局     | 対象地域   | 備考                                               |
| ------------------------ | ---------------------------- | ---------- | ---------- | -------------------------------------------------- |
| 2014年10月5日 - 12月21日 | 日曜 22:00 - 22:27           | TOKYO MX   | 東京都     |                                                    |
| 2014年10月7日 - 12月23日 | 火曜 1:59 - 2:29（月曜深夜） | 読売テレビ | 近畿広域圏 | 『MANPA』第1部 / 総集編は放送なし / 製作委員会参加 |
|                          | 火曜 2:22 - 2:52（月曜深夜） | 中京テレビ | 中京広域圏 | 総集編は放送なし                                   |
|                          | 火曜 3:00 - 3:30（月曜深夜） | BS11       | 日本全域   | BS放送 / 『ANIME+』枠                              |
|                          | 火曜 20:00 - 20:30           | AT-X       | 日本全域   | CS放送 / リピート放送あり / 総集編は放送なし       |

| 配信開始日    | 配信時間                   | 配信局             | 備考             |
| ------------- | -------------------------- | ------------------ | ---------------- |
| 2014年10月7日 | 火曜 22:00 - 22:30         | ニコニコ生放送     |                  |
|               | 火曜 22:30 更新            | ニコニコチャンネル |                  |
| 2014年10月8日 | 水曜 0:00（火曜深夜） 更新 | 日テレオンデマンド | 総集編は配信なし |
|               | 水曜 12:00 更新            | バンダイチャンネル | 総集編は配信なし |

### 関連商品

#### BD / DVD
| 巻 | 発売日         | 収録話          | 規格品番   | 規格品番   |
| 巻 | 発売日         | 収録話          | BD         | DVD        |
| -- | -------------- | --------------- | ---------- | ---------- |
| 1  | 2014年12月24日 | 第1話 - 第2話   | VPXY-71355 | VPBY-14361 |
| 2  | 2015年1月21日  | 第3話 - 第4話   | VPXY-71356 | VPBY-14362 |
| 3  | 2015年2月25日  | 第5話 - 第6話   | VPXY-71357 | VPBY-14363 |
| 4  | 2015年3月25日  | 第7話 - 第8話   | VPXY-71358 | VPBY-14364 |
| 5  | 2015年4月22日  | 第9話 - 第10話  | VPXY-71359 | VPBY-14365 |
| 6  | 2015年5月20日  | 第11話 - 第12話 | VPXY-71360 | VPBY-14366 |

#### CD
| 発売日        | タイトル       | 規格品番   |
| ------------- | -------------- | ---------- |
| 2014年12月3日 | LOVE GOOD TIME | VPCG-82326 |
| 2014年12月3日 | オオカミハート | VPCG-82325 |

### ラジオ
『オオカミ少女とラジ王子』は、2014年10月12日から2015年1月4日まで超!A&G+にて毎週日曜日に配信されていたラジオ番組。HiBiKi Radio Stationでは10月14日から2015年1月6日まで毎週火曜日に配信されていた。パーソナリティは村瀬歩（日下部憂 役）。

## 実写映画
2016年5月28日、山﨑賢人と二階堂ふみの主演で実写映画化された。監督は廣木隆一。

### スタッフ（実写映画）
- 原作 - 八田鮎子「オオカミ少女と黒王子」（集英社「別冊マーガレット」連載）
- 監督 - 廣木隆一
- 脚本 - まなべゆきこ
- 音楽 - 世武裕子
- 主題歌 - back number「僕の名前を」（ユニバーサルシグマ）[13]
- 製作 - 福田太一、中山良夫、井上肇、渡辺直樹、藪下維也、荒波修、髙橋誠、本田晋一郎
- ゼネラルプロデューサー - 奥田誠治
- エグゼクティブプロデューサー - 小岩井宏悦、門屋大輔
- プロデューサー - 松橋真三、北島直明
- アソシエイトプロデューサー - 平野宏治
- 音楽プロデューサー - 安井輝
- ラインプロデューサー - 榊田茂樹
- 撮影 - 花村也寸志
- 照明 - 北岡孝文
- 録音 - 深田晃
- 美術 - 丸尾知行、松本知恵
- 編集 - 菊池純一
- 衣装 - 坂井央里英
- ヘアメイク - 板垣美和
- 助監督 - 中里洋一
- 制作担当 - 吉田信一郎、宮下直也
- 配給 - ワーナー・ブラザース映画
- 制作プロダクション - プラスディー
- 製作幹事 - ワーナー・ブラザース映画、日本テレビ放送網
- 製作 - 映画「オオカミ少女と黒王子」製作委員会（ワーナー・ブラザース映画、日本テレビ放送網、パルコ、集英社、讀賣テレビ放送、GYAO、KDDI、札幌テレビ放送、宮城テレビ放送、静岡第一テレビ、中京テレビ放送、広島テレビ放送、福岡放送）

### 撮影場所
東福岡高等学校、ヴィーナスブリッジ、南京町、神戸メリケンパークオリエンタルホテル、阪神・淡路大震災記念 人と防災未来センター、神戸市立王子動物園、元町高架通商店街、三宮高架商店街、神戸ポートタワー、Cafe Madu, fukadaso CAFE, JS Burgers Cafe, Ristrante Giancaldo、カラオケ館西鉄天神駅前店、新江ノ島水族館、江の島中野商店、江島神社、相模女子大学、オリジナルパンケーキハウス原宿店、マルアイボウリング、深川ギャザリアほか